# Kazimierz Skowroński

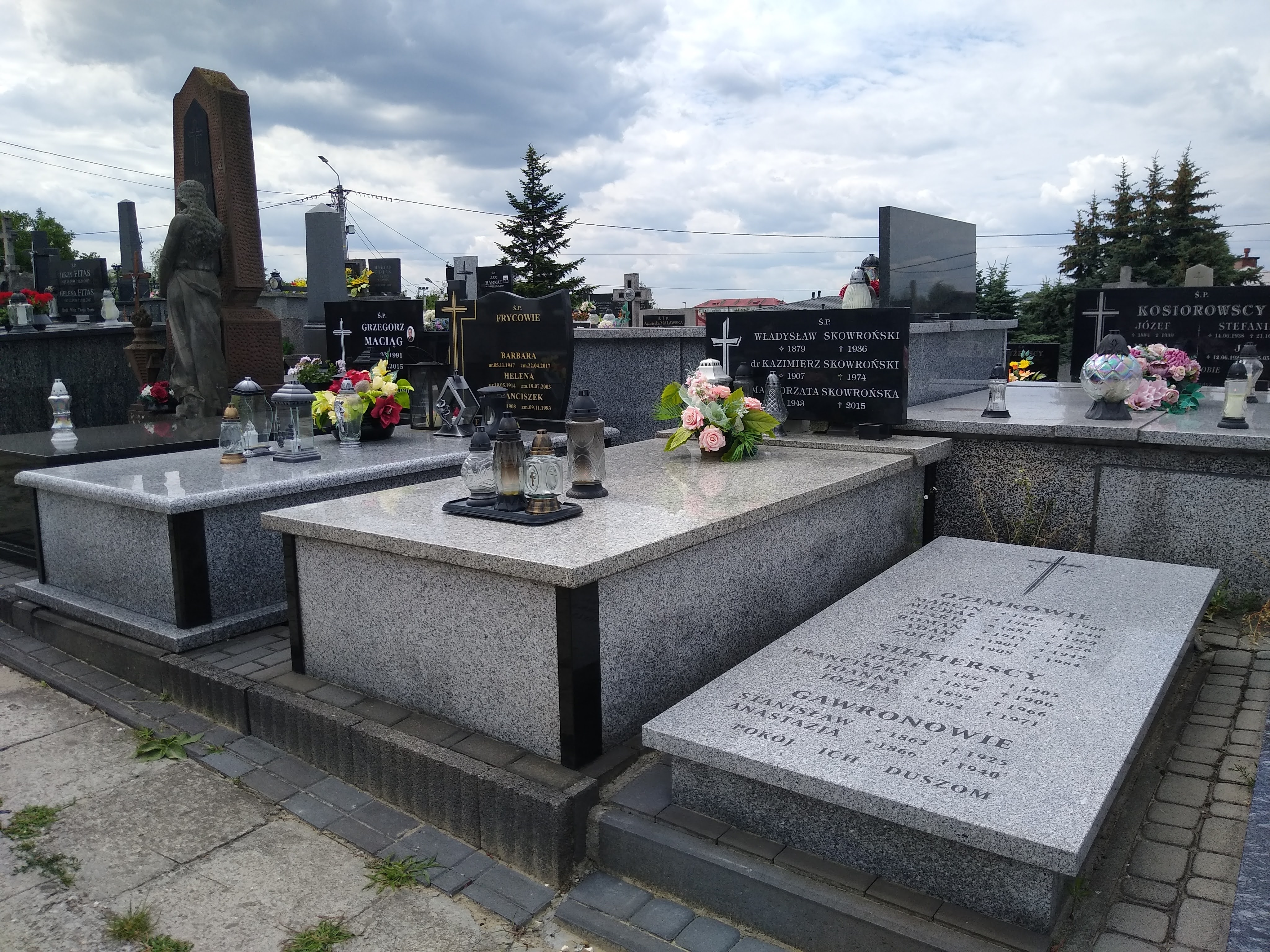
Grób Kazimierza Skowrońskiego

Kazimierz Skowroński (ur. 30 maja 1907 w Kolbuszowej, zm. 26 listopada 1974) – polski działacz społeczny i kulturalny, doktor filozofii, poseł na Sejm PRL II kadencji w latach 1957–1961, przyłączył się do koła posłów „Znak”.

## Życiorys
Absolwent historii na Uniwersytecie Jagiellońskim, przed II wojną światową nauczyciel historii. Podczas wojny zamieszkał w Kolbuszowej. Członek Stronnictwa Ludowego „Roch”, Związku Walki Zbrojnej i Armii Krajowej, organizator tajnego nauczania. Dyrektor gimnazjum i liceum w Kolbuszowej (1944–1947), liceum dla dorosłych w Kolbuszowej (1950–1951), w latach 1953–1972 nauczyciel historii w technikum rolniczym w Weryni. Działał w regionalnych stowarzyszeniach ziemi kolbuszowskiej, m.in. organizował Towarzystwo Opieki nad Zabytkami Przyrody i Kultury im. Juliana Goslara oraz Muzeum Regionalne Lasowiaków w Kolbuszowej. Publikował liczne prace z dziedziny historii i etnografii w prasie regionalnej.
W 1957 wybrany do Sejmu w okręgu wyborczym nr 79 w Stalowej Woli jako kandydat bezpartyjny. Przyłączył się do koła posłów „Znak”.